# Trainer
Ein Trainer (von englisch to train ‚ausbilden; dressieren‘) ist im Sport eine Person, die Einzelsportler oder eine Mannschaft taktisch, strategisch, technisch und konditionell anleitet. Entsprechende deutsche Begriffe sind (je nach Kontext) Übungsleiter, Ausbilder oder Betreuer. Im amerikanischen Englisch ist ein Trainer der Physiotherapeut einer Mannschaft, während die Aufgaben des deutschen Trainers durch den Coach wahrgenommen werden. Der oberste Trainer eines Trainerstabs wird Cheftrainer – im US-Sport Head Coach – genannt.

## Aufgaben

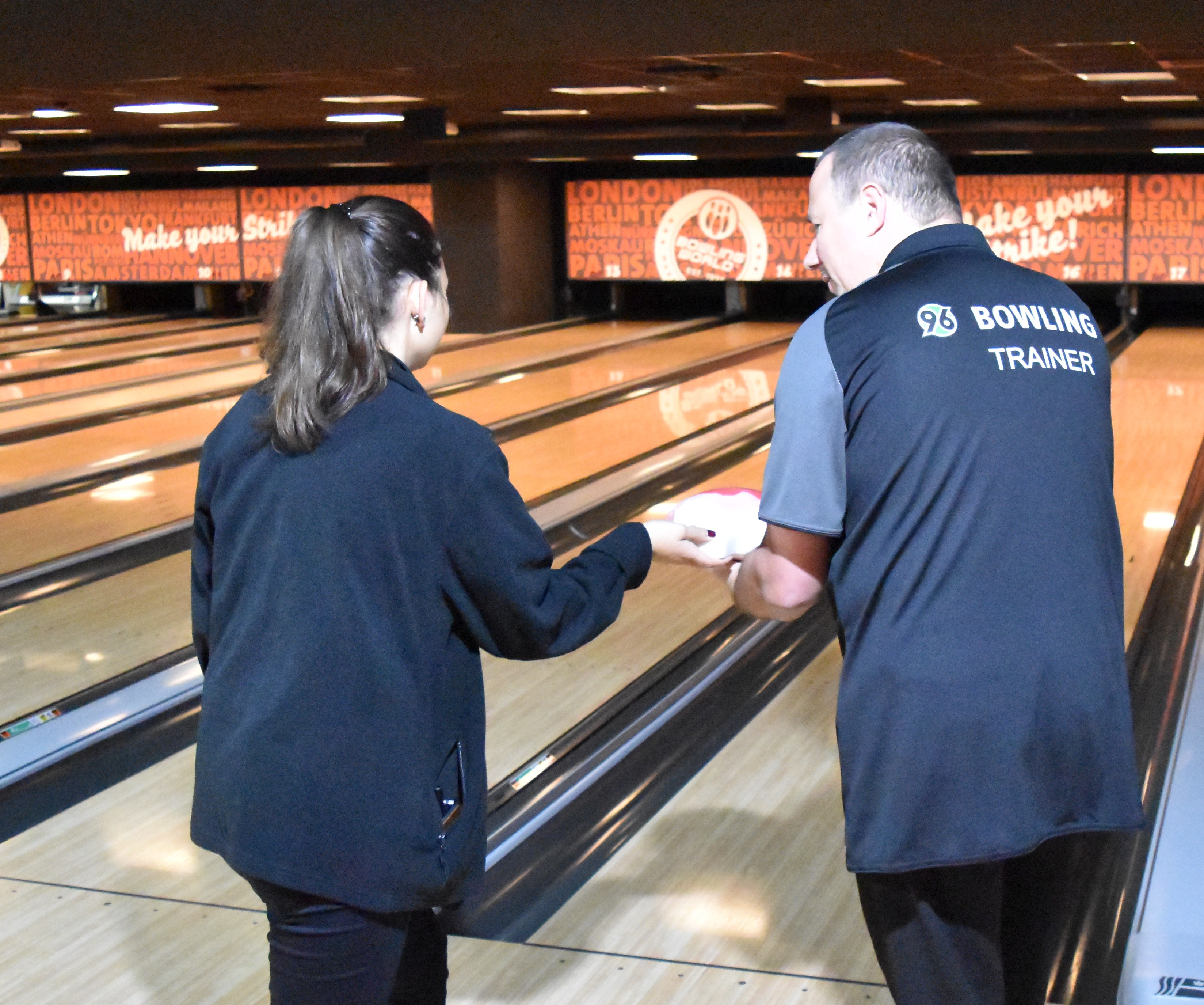
Trainer im Bowlingsport

Ein Trainer bestimmt den Trainingsablauf, die Mannschaftsaufstellung und die Strategie beim Spiel bzw. Wettkampf. Im Profisport (z. B. Fußballtrainer) unterliegen sie einem hohen Erfolgsdruck und werden bei länger ausbleibenden Erfolgen oft ausgewechselt. Der Trainer einer Nationalmannschaft wird als Nationaltrainer bezeichnet.
Die meisten Trainer sind ehrenamtlich in Sportvereinen tätig und erhalten allenfalls eine Aufwandsentschädigung. Lediglich im Profisport und Spitzensport sowie in Fitnessstudios ist eine Festanstellung die Regel.

## Trainerstab
Arbeiten mehrere Trainer in einem Team, wird die Gesamtheit aller Trainer Trainerstab genannt. Seine Leitung obliegt einem Cheftrainer (im US-Sport), ihm unterstellte Trainer werden meist als Trainerassistenten oder Co-Trainer bezeichnet; hinzu gibt es eventuell Trainer mit Spezialaufgaben, z. B. Konditionstrainer, Torwarttrainer oder Sportpsychologen. Mitunter werden auch weitere Betreuungspersonen wie Zeugwarte oder Physiotherapeuten, die keine Trainer sind, dem Trainerstab zugerechnet.

## Ausbildung
→ siehe Hauptartikel Trainerlizenz
Von 1976 bis 1990 gab es in der DDR an der Deutschen Hochschule für Körperkultur die Universitätsausbildung zum „Diplom-Trainer“; eine Festanstellung im Sport wurde an diese Ausbildung gekoppelt. Dasselbe gilt z. B. noch immer im heutigen EU-Land Litauen. Mit der Vereinheitlichung auf europäischer Ebene ist ein Trainer Bachelor (BA) eine Ausbildung auf Ebene 6, der Trainer Master (MA) auf Ebene 7.
Die Ausübung der Trainertätigkeit in der Bundesrepublik ist in der Regel an eine Trainerlizenz gekoppelt, die durch die Sportverbände nach absolvierter Ausbildung jeweils für eine bestimmte Sportart vergeben wird. Dabei gibt es zum Teil unterschiedliche Ausrichtungen für Breiten- oder Leistungssport und unterschiedliche Abstufungen.
Im Bereich des Deutschen Olympischen Sportbundes (DOSB) ist eine Aufteilung in verschiedene Trainerlizenzstufen üblich:
- Trainer für den sportartspezifischen Leistungssport (Lizenzstufe C, B, A, Diplomebene)(europäische Ebenen 1–4)
- Trainer im Breitensport (Lizenzstufe C, B, A) (sportartspezifisch)
- Trainerassistent im Breitensport/Leistungssport (sportartspezifisch)
- Fachübungsleiter im Breitensport (sportartspezifisch) (Übungsleiter C/B z. B.: Kraft/Fitness)
- Übungsleiter im sportartübergreifenden Breitensport (Übungsleiter C Breitensport)
- Team- und Gruppenleiter im sportartübergreifenden Breitensport (sportartübergreifender Grundlehrgang)

In einigen Sportarten gibt es auch Trainerlizenzen von Fachverbänden und anderen Bildungsträgern wie z. B.
- DFAV (Deutscher Fitness & Aerobic Verband) für Trainer im Bereich Fitness und Aerobic (Fitnesstrainer A, B, C-Lizenz)[3]
- ETBF (European Tenpin Bowling Federation) für Trainer im Bereich Bowling (Bowlingtrainer Lvl. 1, 2, 3)[4]
- Verschiedene Anbieter für Trainer im Bereich Elektromyostimulation (EMS-Trainer)[5][6]

## Terminologie
Der DOSB unterscheidet hierbei zwischen dem sportartspezifisch ausgebildeten Trainer und dem sportartübergreifend tätigen Übungsleiter, im allgemeinen Sprachgebrauch werden die Begriffe jedoch synonym verwendet.
Im deutschen Sprachraum werden Trainer auch mit dem amerikanischen Begriff Coach bezeichnet. In den Vereinigten Staaten bezeichnen die Begriffe Trainer und Coach dabei unterschiedliche Inhalte. Während der Trainer für die Fitness und die Kondition der Mannschaft zuständig ist, übernimmt der Coach die zentralen Aufgaben des deutschen Trainers: Verantwortung für die Mannschaftsaufstellung und die Taktik. In manchen Sportarten, z. B. Baseball, ist für den  Coach dabei die Bezeichnung manager gängig. Dies sollte nicht mit der gängigen Verwendung des Begriffs etwa bei deutschen professionellen Fußballvereinen verwechselt werden, wo der „Manager“ in aller Regel für die kaufmännischen und finanziellen Fragen der Mannschaft, nicht aber die sportlichen Fragen wie z. B. Mannschaftsaufstellung bei Spielen, verantwortlich ist.